# Cryptopelta
Genre
Cryptopelta est un genre d'ophiures (groupe proche des étoiles de mer) de la famille des Ophiodermatidae. 

## Liste d'espèces
Selon World Register of Marine Species (28 mars 2020) :
- Cryptopelta aster (Lyman, 1879) - espèce type
- Cryptopelta brevispina (Ludwig, 1879)
- Cryptopelta callista H.L. Clark, 1938
- Cryptopelta granulifera H.L. Clark, 1909
- Cryptopelta keiensis Mortensen, 1933
- Cryptopelta longibrachialis Koehler, 1930
- Cryptopelta tarltoni Baker, 1974
- Cryptopelta tecta Koehler, 1922

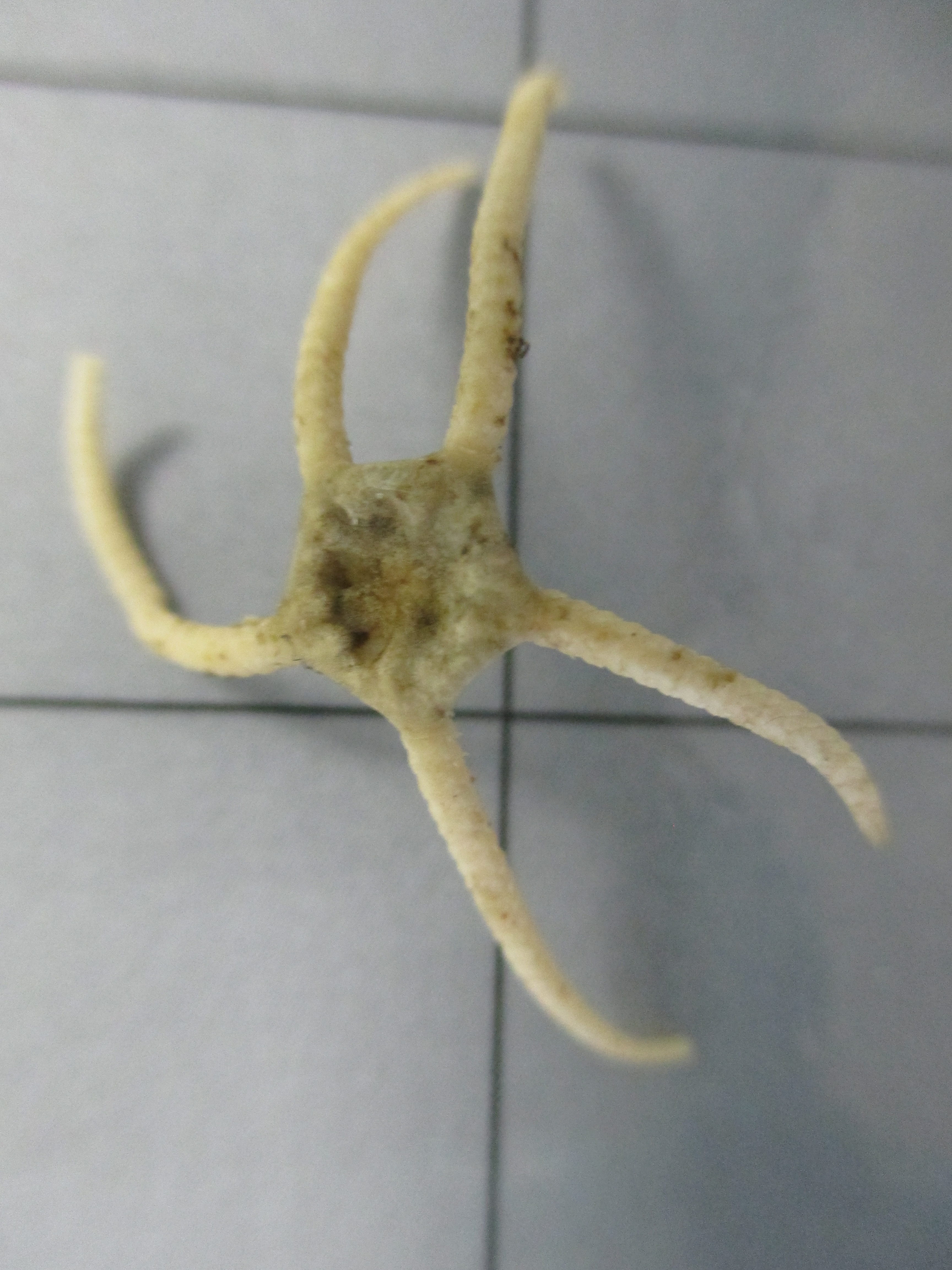
Cryptopelta aster
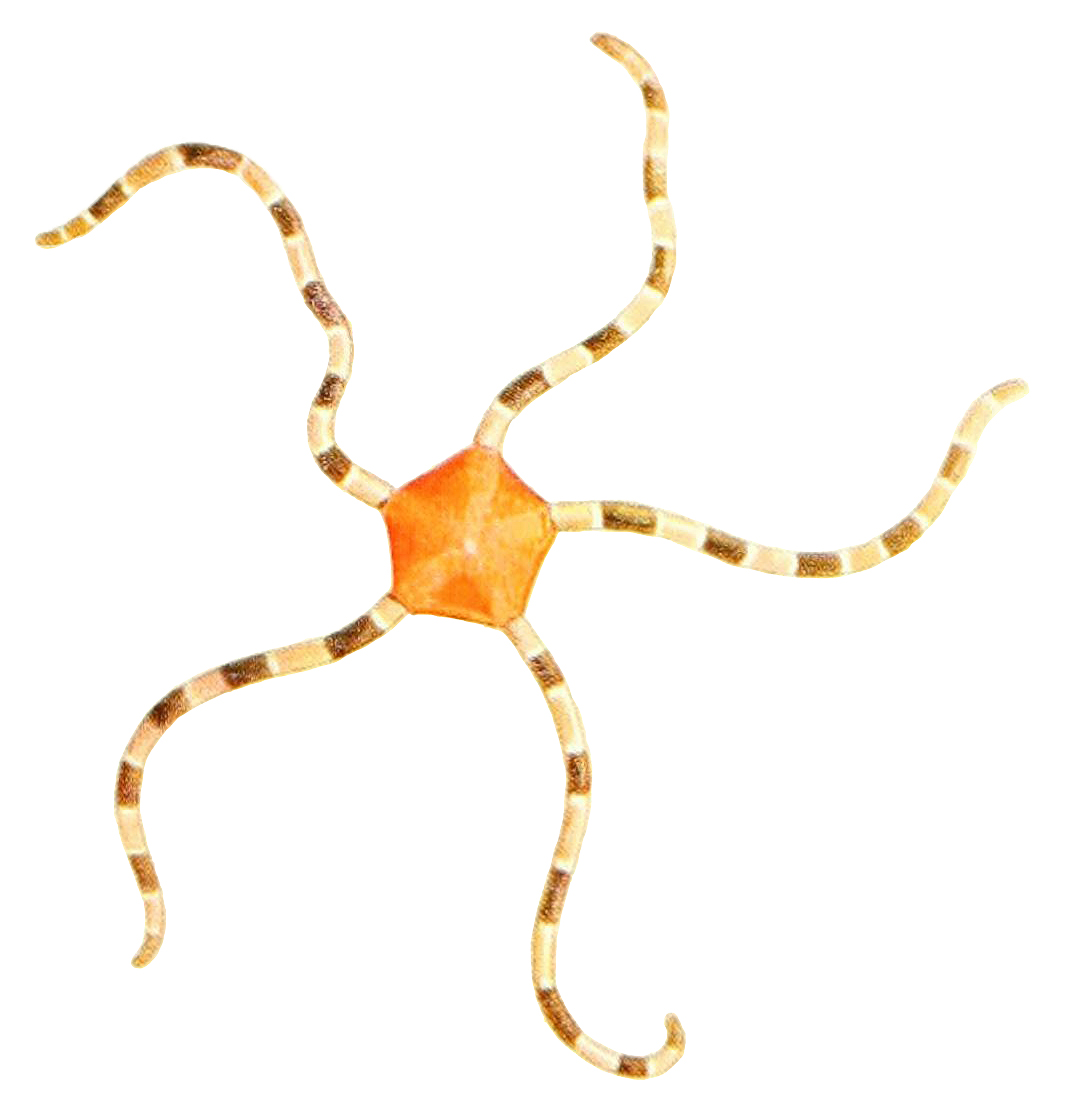
Cryptopelta callista
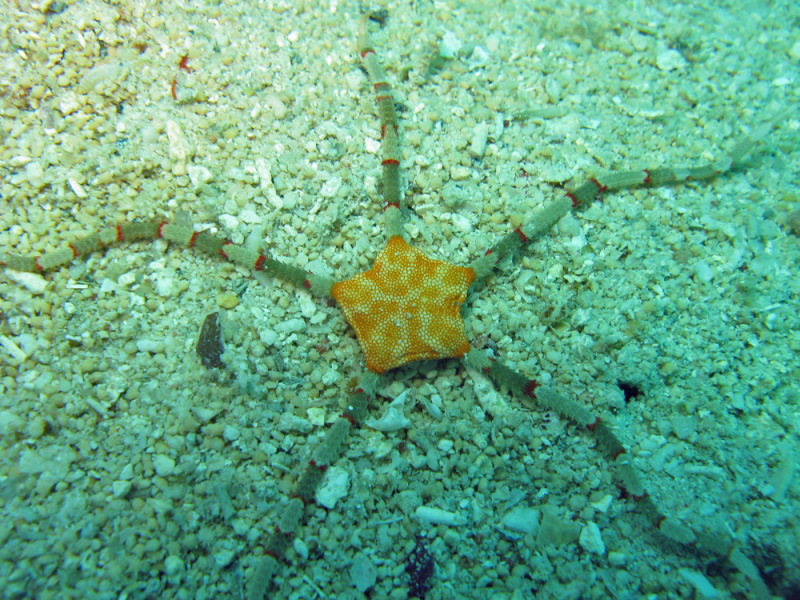
Cryptopelta granulifera
Cryptopelta keiensis
Cryptopelta longibrachialis
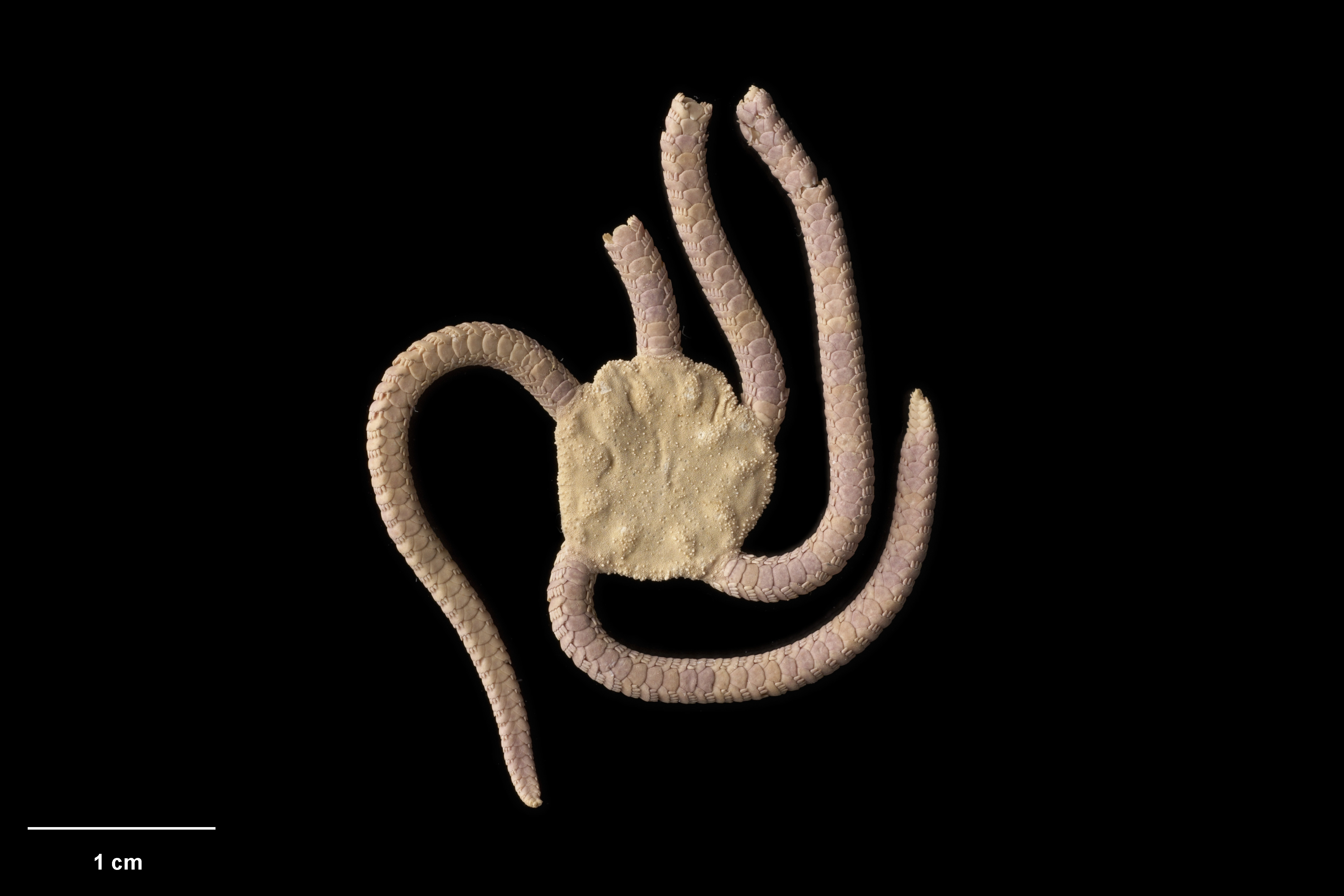
Cryptopelta tarltoni

## Étymologie
Le nom du genre Cryptopelta, du grec ancien κρυπτός, kruptós, « couvert, caché » et πέλτη, peltē, « pelte, petit bouclier », a été choisi en référence au revêtement des boucliers buccaux par des granules.

## Publication originale
- (en) Hubert Lyman Clark, « Notes on some Australian and Indo-Pacific echinoderms », Bulletin of the Museum of Comparative Zoology, Cambridge, Musée de Zoologie comparée, vol. 52,‎ mars 1909, p. 107-135 (ISSN 0027-4100 et 1938-2987, OCLC 1641426, lire en ligne).